# Finala UEFA Europa League 2016
Finala UEFA Europa League 2016 a fost meciul final și decisiv al UEFA Europa League 2015-2016, cel de-al 45-lea sezon a celei de-a doua competiții fotbalistice interclub ca valoare din Europa, organizată de UEFA, și cel de-al 7-lea sezon de când competiția a fost redenumită din Cupa UEFA în UEFA Europa League. Meciul se va juca în data de 18 mai 2016 pe St. Jakob-Park în Basel, Elveția.
Câștigătorii vor juca cu câștigătorii Liga Campionilor 2015-2016 în Supercupa Europei 2016. De asemenea se vor califica pentru cel puțin un loc în runda play-off a Ligii Campionilor 2016-2017 și vor intra în grupe dacă echipa care câștigă trofeul Liga Campionilor nu are nevoie de locul rezervat în grupe.

## Stadion

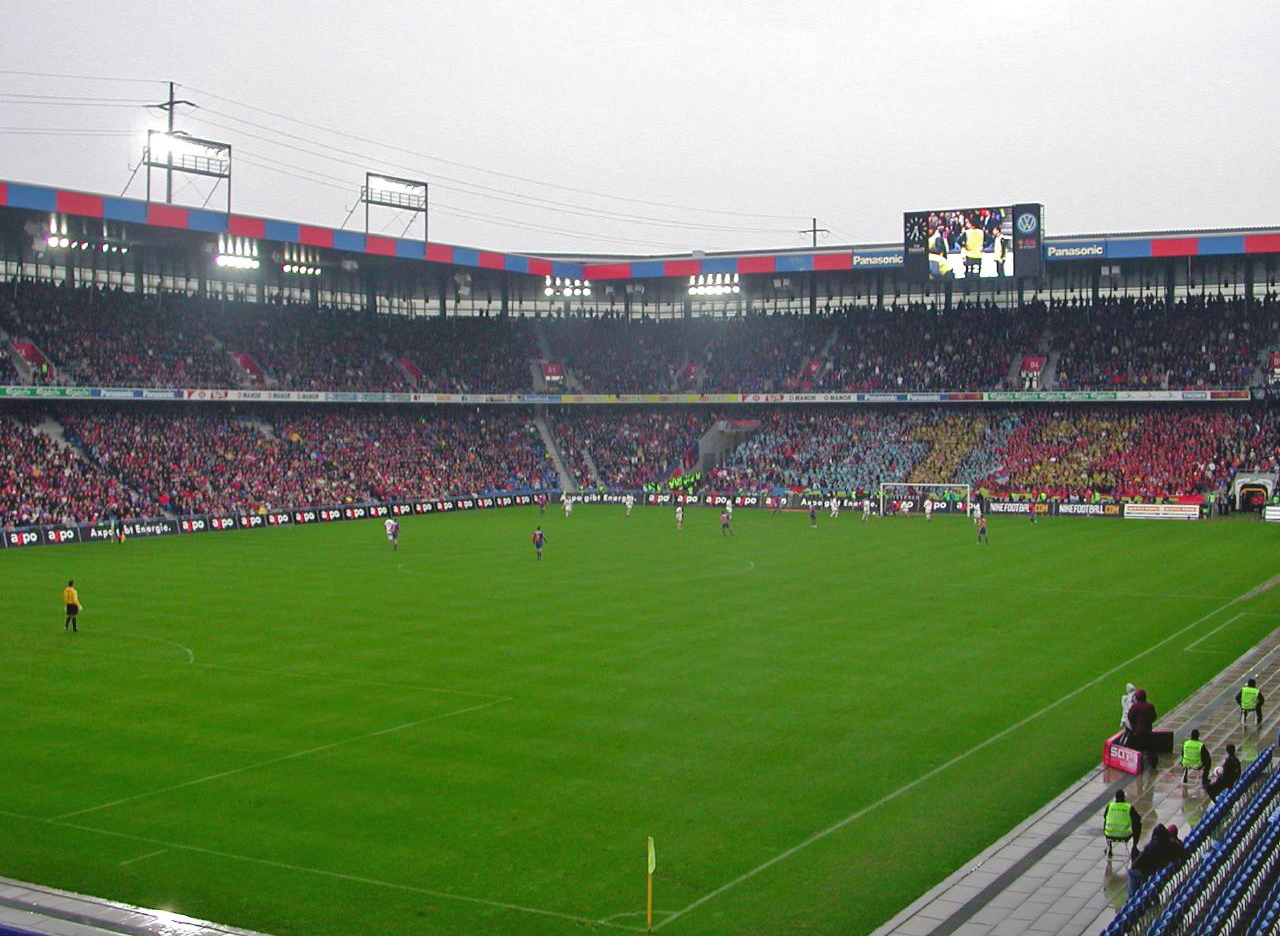
St. Jakob-Park din Basel.

St. Jakob-Park a fost anunțat ca stadion al finalei de UEFA la Nyon, Elveția pe 18 septembrie 2014.

## Legături externe
- UEFA Europa League (site oficial)